# クロード・バロン
クロード・バロン（Claude BalonあるいはBallon、1671年 - 1744年5月9日）は、フランスのバレエダンサー・バレエ指導者・振付家・作曲家である。美貌と表現力を兼ね備えたダンサーで、同時期にパリ・オペラ座で活躍したミシェル・ブロンディと人気を二分した。バレエ用語の「バロン」（en:Ballon (ballet)）は、彼の名に由来するといわれる。

## 生涯
パリの生まれ。1690年にパリ・オペラ座に入り、ジャン＝バティスト・リュリ作曲の『カドミュスとエルミオーヌ』（en:Cadmus et Hermione）で舞台デビューした。バロンはすぐにその才能と魅力を認められて、人気ダンサーとなった。
当時のパリ・オペラ座には、ミシェル・ブロンディ（1675年から1677年頃 - 1739年8月6日）というもう1人の人気男性ダンサーが在籍していた。ブロンディはピエール・ボーシャンの甥でその指導を受け、後にパリ・オペラ座のメートル・ド・バレエに就任した人物であった。バロンとブロンディはほぼ同時期にパリ・オペラ座に入り、ライバルとして世評が高かった。ブロンディは個性的な踊りに優れていて、「史上最高の美男ダンサー」と評されていた。一方のバロンは、「この上もなく趣味が良く、比べようもないほど表現力に富む」と形容された。その時期のバロンを描いた肖像画では、『ギリシアのアマディス』（1699年）、『カーニヴァルと馬鹿騒ぎ』（1704年）などが現存する。
バロンは1699年に、バレエ史上初のバレリーナの1人として知られるマリー＝テレーズ・スュブリニとともにロンドンで舞台に立った。バロンとスュブリニが踊ったデュエットのうちいくつかは、ラウール＝オージェ・フイエが考案した舞踊記譜法で記録が残されているため、再現が可能である。スュブリニの後継者として舞台に登場したフランソワーズ・プレヴォーとも共演した。1708年にバロンとプレヴォーは、ピエール・コルネイユ作の悲劇『オラース』（en:Horace (play)）の最後の場面を演じて好評を博した。
1712年頃にパリ・オペラ座を去って、ソーにあったデュ･メーヌ公夫人ルイーズ・ベネディクト・ド・ブルボンの小宮廷（ソー城）に出仕した。デュ･メーヌ公夫人の小宮廷では、1714年に『アポロとミューズたち』（Apollo et les Muses）というバレエ作品を上演してこちらも好評であった。『アポロとミューズたち』は、後のバレエ・ダクシオンの先駆的作品として認識されている。
1715年に当時5歳のルイ15世の舞踊教師に就任し、次いで1719年には「王のバレエの作曲家」に任命された。同じく1719年にピエール・ボーシャンの後任として、王立舞踊アカデミーの総裁に就任した。
1731年、「フランス児童の舞踊教師」という称号を授与された。1744年、ヴェルサイユにて死去した。バレエ用語の「バロン」は、彼の名に由来するといわれる。なお、マリー・サレは彼の個人的な弟子の1人であったという。